# Pep Brocal
Pep Brocal   (Terrassa, 1967) nom artístic de Josep Maria Brocal i Llobregat, és un dibuixant de còmics i il·lustrador català.

## Biografia
Simultàniament als seus estudis de Belles arts a la Universitat Sant Jordi de Barcelona (1985-91), va treballar per a les revistes de Toutain Editor i després també de Norma Editorial, produint sèries com John Pájaro (Cairo, 1989-1990) i Hola Terrícola! (Zona 84, 1989-1991).
Des de 1989, s'ha dedicat sobretot a la il·lustració de llibres de text o publicitat, a causa de la crisi de la indústria nacional del còmic.
L'any 1993, juntament amb Manel Fontdevila i Padu, va crear la capçalera Mr. Brain presenta editada per Camaleón Ediciones, un fanzine d'historietes del que es van publicar cinc lliuraments i on els autors van poder deixar volar el seu concepte d'humor. Per aquesta època va començar a publicar a la revista Top Comics d'Edicions B la historieta V Girl, amb guió de Felipe Hernández Cava, i va iniciar la seva sèrie més llarga fins ara: Maurici Bonull (1994-2008), per a la revista infantil Cavall Fort. Realitza també sèries còmiques per a suplements de diaris, com Badabum Bim Bang i Ep, Alto per "Vang" (La Vanguardia, 1996-1997) i El Menda per "Ciberpaís" (El País, 1998), 
Al nou segle, ha seguit publicant en revistes com Mister K (Chinche, amb el seu germà Marc) i El Manglar (Pequeñas Hecatombes, Quasimodo), així com en fanzines (Nosotros Somos Los Muertos).
A través d'Entrecomics Còmics, va publicar l'any 2013 Alter i Walter o la veritat invisible.

## Premis
- 2019. Premi a la millor obra concedit per l'Associació de Crítics i Divulgadors de Còmic (ACD Còmic), per Inframundo.[2]
- 2020. Primer Premi Ara de còmic en català, convocat pel diari Ara, per Caritat del Río.[3]
- 2024. Premi Crítica Serra d'Or de còmic, per la versió en còmic del Llibre de les bèsties, de Ramon Llull
- 2024. Selecció The White Ravens, per Llibre de les bèsties.

## Obra (selecció)
- Brocal, Pep; Hernández Cava, Felipe. V Girl (en castellà).  Edicions de Ponent, 2001, p. 70. ISBN 978-8489929234.
- Brocal, Pep. El pequeño Olaf (en castellà).  Bang ediciones, 2012, p. 40. ISBN 978-8415051817.
- Brocal, Pep; Vidal Biosca, Jaume. Barcelona (Tot Sobre).  Norma, 2014, p. 72. ISBN 978-8467915839.
- Brocal, Pep; Messa Freixas, Roser. Anecdotario de Barcelona (en castellà).  Editorial Comanegra S.L., 2016, p. 98. ISBN 978-8416605415.
- Brocal, Pep; de la Iglesia, Álex. Cosmonauta (en castellà).  Astiberri, 2017, p. 176. ISBN 978-8416251971.
- Brocal, Pep. Lily mega mosca: El mundo patas arriba (en castellà).  Bang, 2017, p. 64. ISBN 978-8416114689.
- Brocal, Pep. Lily Mega Mosca - Volumen 2: Contra Gorgo el cruel (en castellà).  Bang, 2018, p. 64. ISBN 978-8417178161.
- Brocal, Pep. Inframundo (en castellà).  Astiberri, 2019, p. 312. ISBN 978-8417575069.
- Brocal, Pep. Alter y Walter o la verdad invisible (en castellà).  Astiberri, 2019, p. 109. ISBN 978-8494012129.
- Brocal, Pep. Lily mega mosca - vol 3: La gran gran metamorfosis (en castellà).  Bang, 2020, p. 64. ISBN 978-8417178659.
- Brocal, Pep; Llull, Ramon. Llibre de les bèsties. Bang, 2023. ISBN 978-84-1371-419-6, 140 p.